# Paraphaenocladius debilipennis
Paraphaenocladius debilipennis är en tvåvingeart som först beskrevs av William Lundbeck 1898.  Paraphaenocladius debilipennis ingår i släktet Paraphaenocladius och familjen fjädermyggor. Inga underarter finns listade i Catalogue of Life.